# Добє (Гореня вас-Поляне)
Добє (словен. Dobje) — поселення в общині Гореня вас-Поляне, Горенський регіон, Словенія. Висота над рівнем моря: 391,5 м.